# Hani
 (mars 2024).
Si vous disposez d'ouvrages ou d'articles de référence ou si vous connaissez des sites web de qualité traitant du thème abordé ici, merci de compléter l'article en donnant les références utiles à sa vérifiabilité et en les liant à la section « Notes et références ».
Pour les articles homonymes, voir Hani (homonymie).

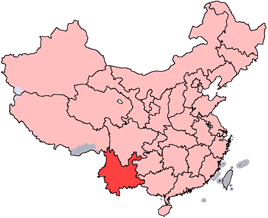
Situation du Yunnan en Chine

Les Hani (aussi appelés les Akha, ou Haqniq, 哈尼族, Hānízú) sont l'une des 56 minorités ethniques vivant en Chine aux côtés des Han (ethnie dominante = 91 % des Chinois).

## Répartition géographique

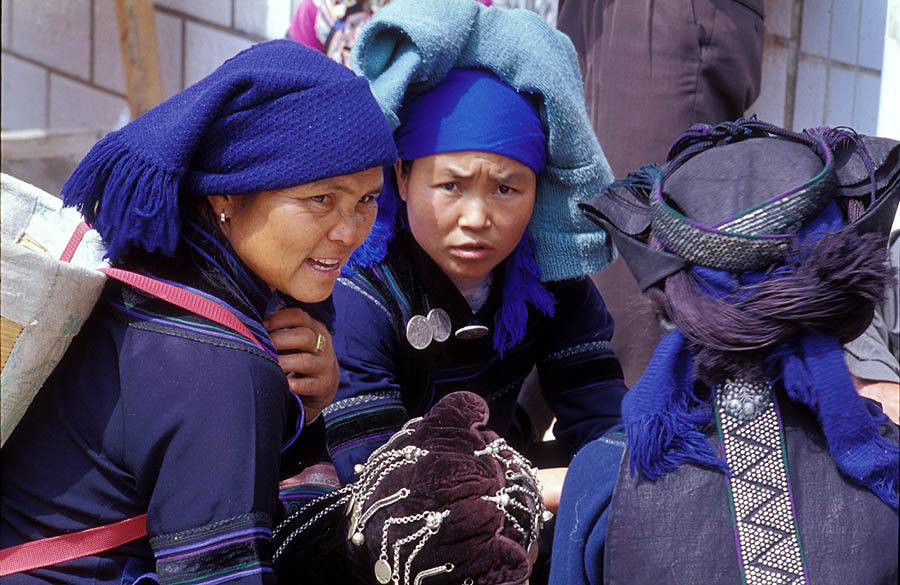
Tenue typique de la vie quotidienne des minorités ethniques Hani de Chine, ici près de Yuanyang dans la province du Yunnan (Chine).

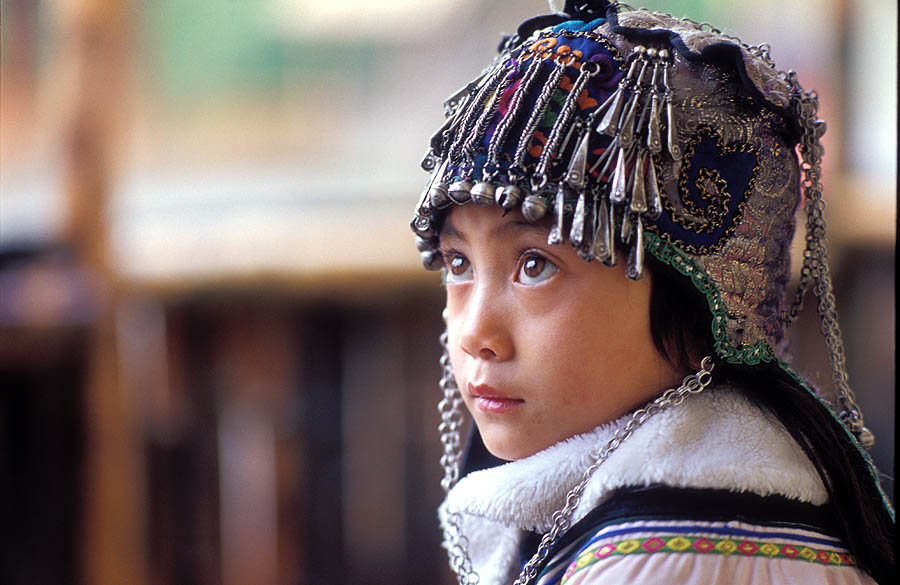
Une jeune fille Hani avec un chapeau d'enfant typique, orné de broderies et de grelots.

Plus de 90 % des Hani vivent dans la province du Yunnan au sud-ouest de la Chine, répartis entre les montagnes Ailao (哀牢山), le Mékong (Lancang Jiang, 澜沧江) et le fleuve Rouge (Hong He 红河 ou Yuan Jiang 元江, aussi appelé Lalsa baqma dans la langue des Hani). Ils étaient environ 1,5 million à la fin du XXe siècle. 
Selon le gouvernement chinois, les Hanis de Chine (1 439 673 personnes) vivent essentiellement dans les vallées situées entre les fleuves Lancang et Yuanjiang.
Mais ils sont également très nombreux dans les provinces montagneuses du nord du Laos, ainsi que dans l'État Shan de Birmanie.
Le foyer de population le plus récent est situé dans le nord de la Thaïlande.

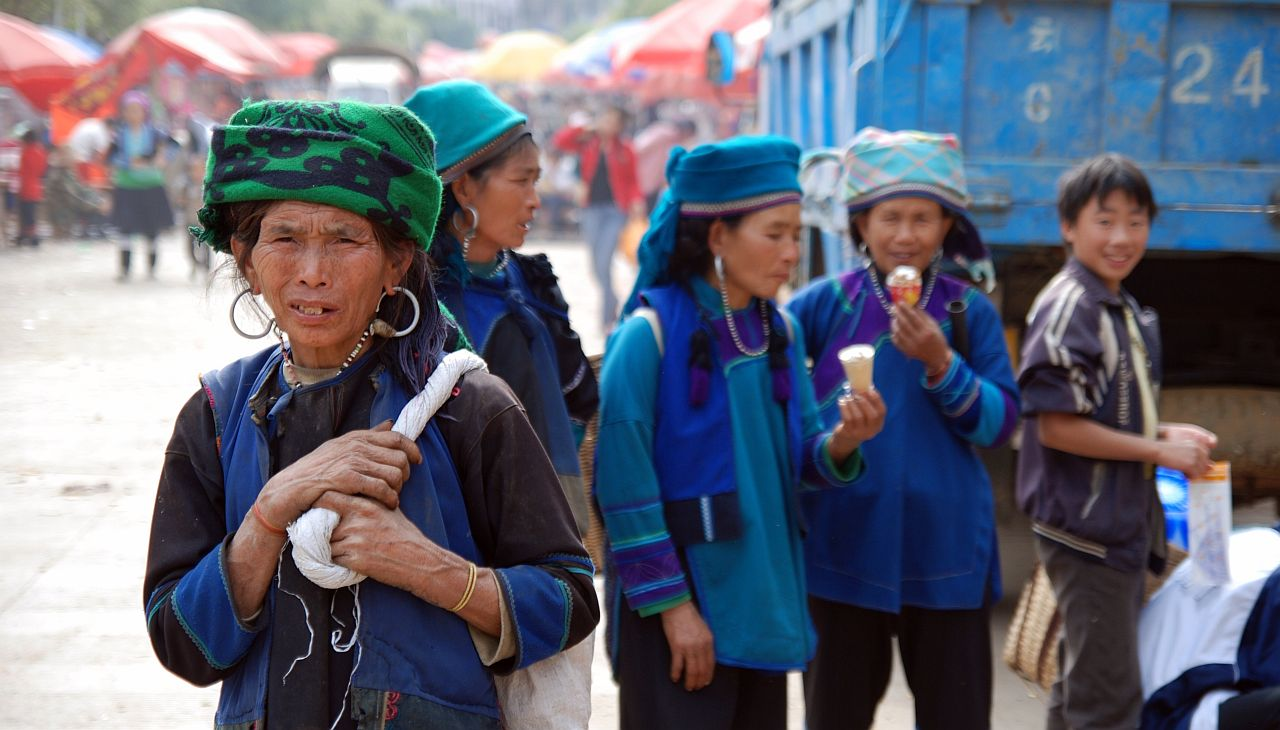
Femmes Hani consommant des crèmes glacées au marché de Laomeng (près de Yuanyang ans la Province du Yunnan en Chine)

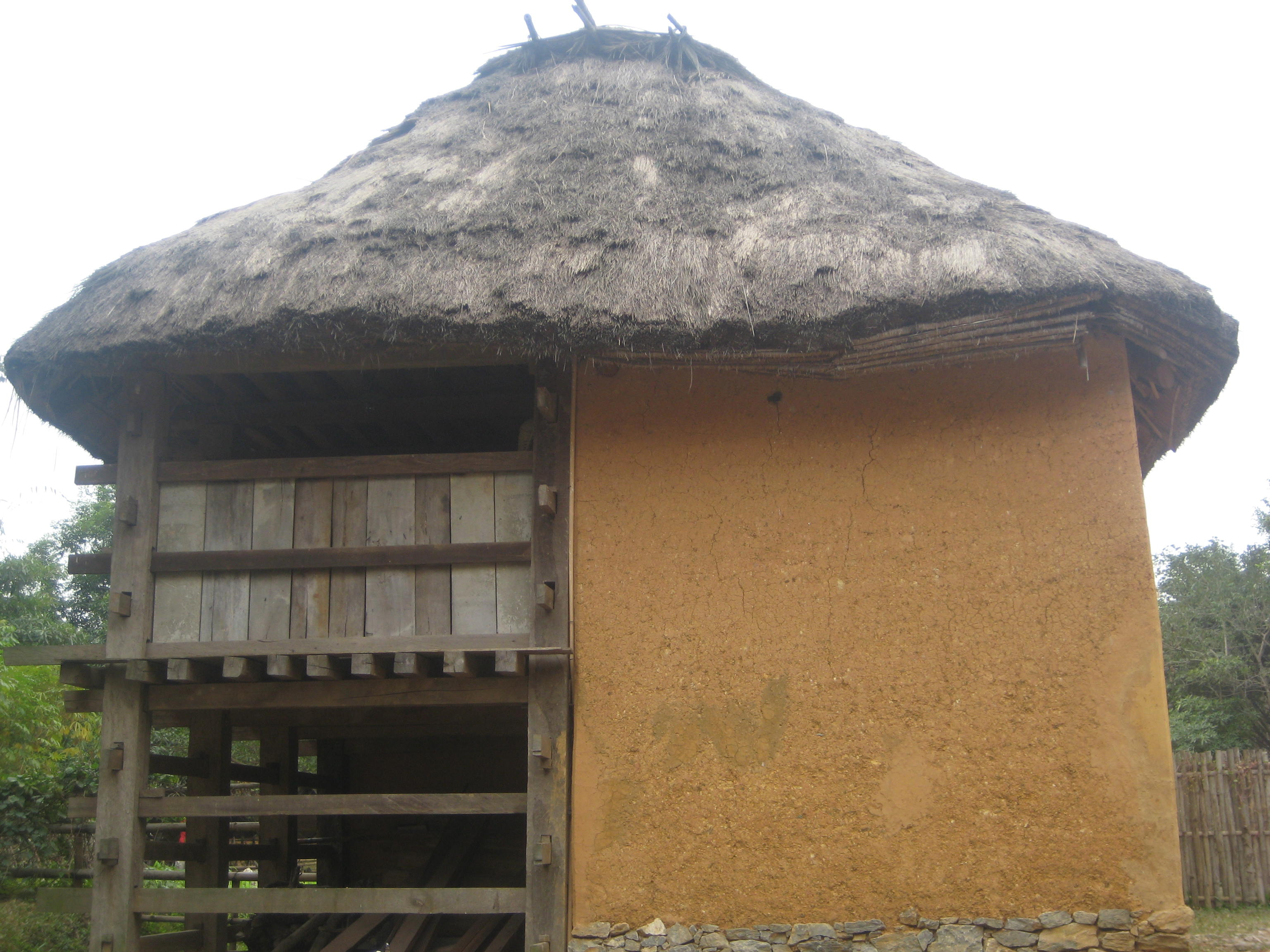
Architecture Hani (Vietnam).

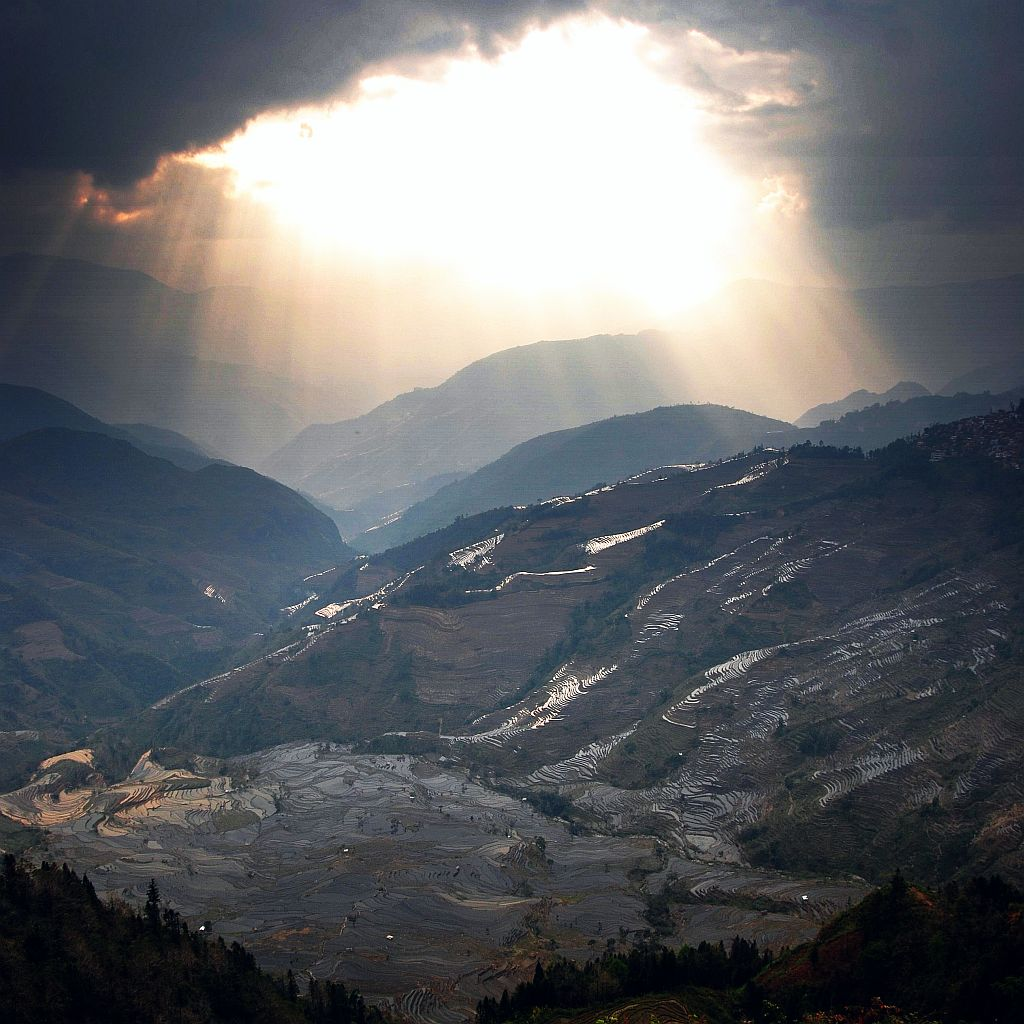
Trouée de lumière dans un ciel couvert, sur l'une des nombreuses vallées utilisées par les yani pour la culture du riz dans le comté de Yuanyang

## Origines
Les origines des Hani sont encore mal connues. 
On suppose que leurs ancêtres constituaient l'ancienne tribu Qiang, lesquels auraient migré vers le sud depuis le plateau tibétain avant le IIIe siècle.
Les traditions orales Hani affirment qu'ils descendent du peuple Yi, mais qu'ils les ont quittés pour former une nouvelle tribu il y a 50 générations. L'une de leurs traditions orales consiste à réciter tous les noms de leurs ancêtres, du premier membre de la famille Hani jusqu'au récitant ; c'est l'un des nombreux aspects du culte voué aux ancêtres. On complimente une personne en disant du bien de ses géniteurs.

## Habitat, architecture
De manière générale, Les Hanis construisent sur les pentes des collines des maisons à deux et trois étages. Le bambou, de la terre, de la pierre et du bois en sont les matériaux de base. 
En Chine, chaque village abrite de 10 à un peu moins de 400 ménages. Selon les régions, les maisons sont plutôt faites de terre et couvertes de toits de chaume, soutenu par des piliers de bois posées sur des fondations de pierre (comme à Honghe, Yuanyang et Luchun), ou comme dans le Xishuangbanna, elles sont construites en bambou.

## Culture, religion

### La famille
Les Hani sont monogames. Avant 1949, l'homme était autorisé à avoir une concubine si son épouse n'avait pas de fils né de lui après quelques années de mariage, mais il ne devait pas abandonner sa femme d'origine ni se remarier. 
Les mariages étaient (et sont encore) souvent arrangés par les parents. Une coutume curieuse des Hani de Mojiang et de Biyue voulait que pour régler un engagement, les parents de la fille et du garçon concerné devrait marcher un peu ensemble et en discuter. Aussi longtemps qu'ils ne croisaient aucun animal, l'engagement pouvait aller de l'avant, mais la rencontre d'un animal mettait un terme à la discussion.
Les épouses devaient habituellement retourner vivre chez leurs parents dès le second ou troisième jours suivant la cérémonie de mariage et ne pouvaient rejoindre leurs maris à nouveau qu'au moment de la transplantation du riz (pratique abandonnée dans la région de Honghe).
Le nom d'un fils commence par le dernier ou les deux derniers mots du nom de son père, ce qui permettait de maintenir la lignée familiale. Cette pratique a été transmise sur 55 générations au moins dans certaines familles.

### Les vêtements
Ils varient beaucoup, comme les coiffes, selon les clans, mais de manière générale, les Hani apprécient les vêtements de drap bleu foncé faits à la maison. 
En Chine, les hommes portent des vestes boutonnées sur le devant et des pantalons en tissu. Ils portent aussi des turbans (noirs ou blancs). 
Les femmes portent des chemisiers sans col, boutonnée sur le devant, avec les poignets et les jambes de pantalon lacées. Les Hani de la région de Xishuangbanna portent des vestes boutonnées sur le côté droit et décorées d'ornements en argent. Ils portent des turbans noirs. Les femmes de cette région, comme celles de la région de Lancang, portent des jupes, des coiffes rondes, et des chaînes de parures en argent. 
Les hommes et les femmes portent des jambières. Dans les régions de Mojiang, de Yuanjiang et de Jiangcheng, certaines femmes arborent de longues jupes plissées ou étroites, tandis que d'autres portent un pantalon s'arrêtant au genou tenu par une ceinture brodée. 
Les femmes ont souvent des boucles d'oreilles, bagues et colliers en argent. La coiffure diffère selon que la femme est mariée ou non[réf. nécessaire].
Les Hanis sont particulièrement remarquables pour la richesse des costumes féminins, notamment du couvre-chef qui en dit long sur la personne qui le porte (statut social, nombre d'enfants, origine géographique, etc.). 
La couleur dominante des tenues vestimentaires est l'indigo. 
Ce sont des orfèvres remarquables de l'argent et d'alliages divers, spécialisés dans le ciselage et repoussage. 
Les hommes portent en général des bracelets en argent, représentation des forces de la nature telles les dents du tigre et la fleur de lotus, les montagnes et les plaines (symboles opposés) pour préserver leur place dans l'équilibre du monde. Le bracelet est pour eux une amulette très puissante. Des bracelets sont noués aux poignets des gens malades ou de ceux qui s'apprêtent à un long voyage.

### Religion, croyances
Les Hani sont polythéistes et croient aux esprits de la forêt (chaque village possède une porte qui leur est réservée). 
Ils vouent également un "culte au riz", qui est présent dans toute cérémonie de guérison, mariage, etc. 
Animistes, les Hani respectent les dieux des rizières qu'ils honorent pour les semailles comme pour les récoltes. Des rituels honorent les dieux du ciel, la terre, le dragonnier et leur village, ainsi que leurs dieux protecteurs de la famille. 
Le Dieu de la porte du village fait l'objet d'un culte particulier par les Hanis de Xishuangbanna, sous l'égide d'un chaman qui préside aux rites (dont sacrifices de bovins en offrande à ce dieu). Le sorcier-chaman est appelé "migu". Il opère le visage dissimulé sous un masque de cérémonie, apaise les esprits pour éviter les pénuries et protéger le village des calamités naturelles.
Certains jours de l'année sont consacrés à un animal (ex: journée du mouton), correspondant alors à des sacrifices rituels.
Certaines choses portent malheur. Par exemple si un membre de la communauté meurt, si un animal pénètre dans le village, si un chien monte sur le toit d'une maison, ou si un incendie se déclare, la communauté doit ce cesser de travailler et organiser des cérémonies pour éloigner le malheur.
Le buffle est un compagnon fidèle des Hani. Sacrifié à la mort de son maître, il lui servira de guide dans l'au-delà.
L'enfant porte d'abord un nom d'animal qui le protège des démons.

### Faits de société remarquables
Le « modèle » hani privilégie l'entité du groupe à l'individu. 

Par exemple: une personne malade devra aller vivre en contrebas du village, afin que ses déchets ne contaminent pas les familles saines. 
Les jumeaux étaient également très mal perçus (cela irait jusqu'à leur élimination systématique dans certains villages, coutume qui tombe lentement en désuétude), car ils sont réputés pouvoir mettre en péril le clan par la relation forte qui les unit entre eux, au détriment du groupe.

### Vie quotidienne
Une grande partie du temps est consacré à la culture du riz, la préparation des repas et au tissage mais les Hani chantent et dansent également, en s’accompagnant de trois ou quatre instruments à cordes, flûtes et instruments à vent en forme de calebasse et/ou en claquant des mains. Le « Dongpocuo » est l'une des danses populaires typiques des Hanis du Xishuangbanna, vive gracieuse et très rythmée.

## Économie, agriculture et artisanat

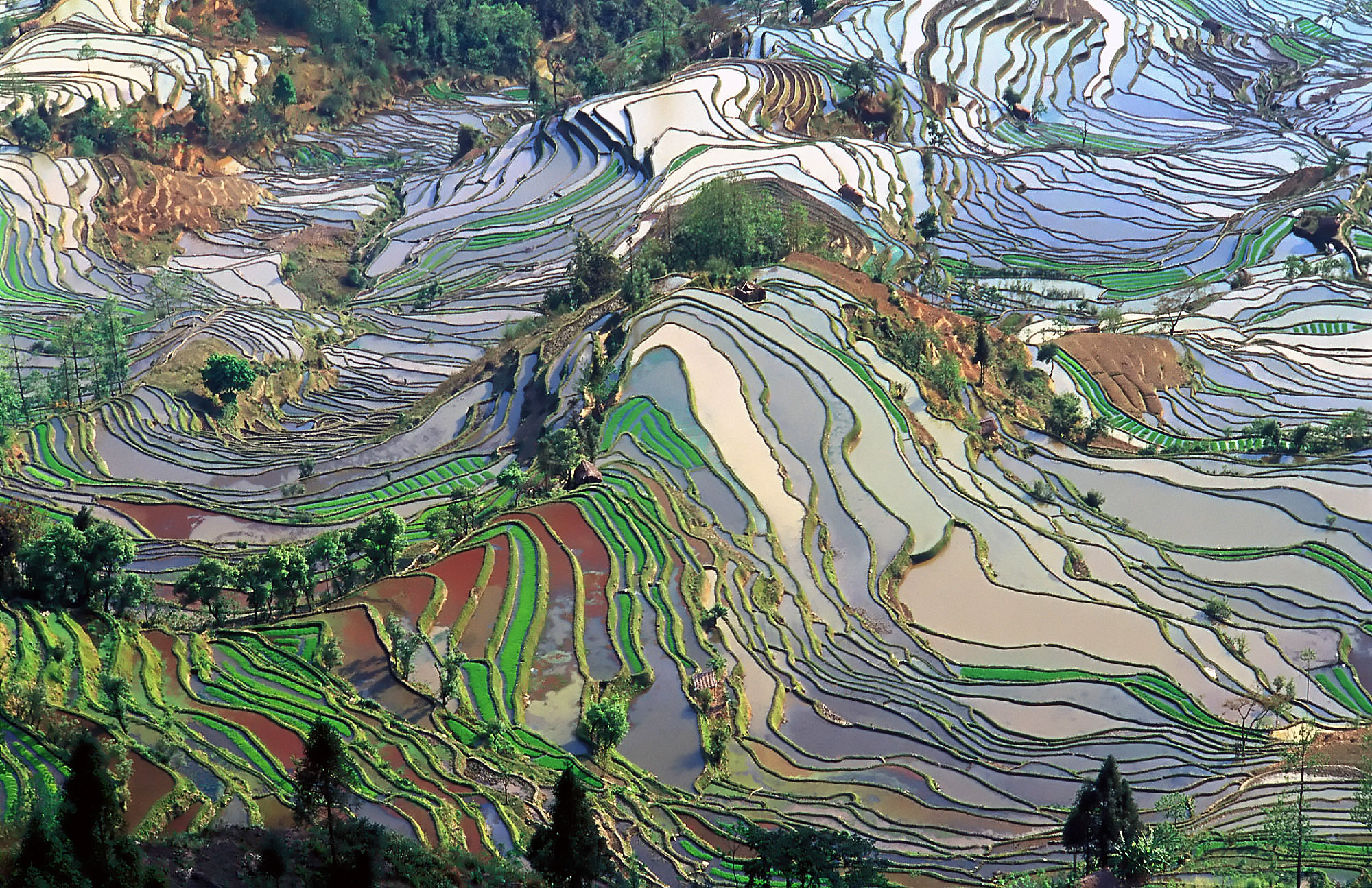
Les rizières en terrasse du Honghe, classées au patrimoine mondial de l'UNESCO.

En Chine, selon le gouvernement chinois, les zones de vie des Hanis sont riches en certaines ressources naturelles dont l'étain, le cuivre, le fer et le nickel et d'autres minéraux.
Sous un climat subtropical pluvieux, les montagnes voient pousser des pins, cyprès, palmiers, produisant notamment l'huile de tung et du camphre, et les forêts abondent en animaux comme les tigres, les léopards, les ours, les singes, les perroquets, les paons et les faisans. Les sols y sont fertiles et les précipitations abondantes, adaptés à la culture du riz, du mil, du coton, de l'arachide, de l'indigo et du thé[réf. nécessaire].
On peut voir de nombreux villages hanis dans la contrée de Yuan Yang (Yunnan), là même où l'on vient du monde entier admirer les célèbres rizières en terrasses. Les Hani sont réputés pour leur art de travailler en terrasses les rizières qu'ils cultivent. Ils ont édifié une véritable civilisation du riz. En développant la riziculture en terrasses, les Hani ont acquis une parfaite maîtrise des techniques d'irrigation. L'eau est captée dans des sources d'altitude. Elle est ensuite canalisée par de petites rigoles qui la distribuent dans les différentes parcelles à inonder. Un système de régulation permet d'évacuer les surplus des fortes pluies et de maintenir l'humidité en cas de sécheresse. Les hommes labourent les parcelles cinq fois par an avec leurs buffles. Il existe un système de jachère : chaque hiver, des centaines de villageois creusent de nouvelles rizières et remblaient les anciennes. Ce grandiose travail millénaire a créé l'un des plus spectaculaires paysages anthropiques au monde, les Rizières en terrasse des Hani de Honghe, classé au patrimoine mondial par l'UNESCO.
La région des monts Aïlao est peuplée de Hani mais aussi de Yi (autre ethnie minoritaire de la Chine). Ces deux ethnies ont souvent fait alliance dans le passé pour résister à la domination des Han, majoritaires en Chine. Aujourd'hui, elles s'associent pour remblayer les anciennes rizières et en creuser de nouvelles. À l'automne, la récolte du riz mobilise tout le village ; isolés du monde, mais aussi du fait de la configuration des terrasses, ils moissonnent encore à la main.
Les Hani produisent aussi du maïs, du soja et du thé, dont certains plants sont millénaires.

## Langue
La langue des Hani fait partie de la branche yie des langues tibéto-birmanes. La tradition orale mentionne un ancien système d'écriture, mais il aurait été perdu lors de la migration depuis le Sichuan. 
Ils utilisent aujourd'hui la romanisation du dialecte Luchun comme écriture (Depuis 1949, en Chine, ils utilisent une écriture basé sur l'alphabet romain). Cependant, vivant en villages de montagne isolés, la continuité linguistique a été fort entamée, pour preuve la variété de noms que l'on leur prête.[réf. nécessaire]

## Calendrier
Le Nouvel An est fixé en octobre, date de début du calendrier lunaire hani. À cette occasion, durant une semaine, les Hanis fêtent la nouvelle année en abattant des porcs qui serviront à composer des plats spéciaux accompagnant des boulettes de riz glutineux[réf. nécessaire]
Parents et amis se rendent alors des visites mutuelles (c'est notamment le moment où les femmes mariées retournent voir leurs parents). 
Une grande fête est également célébrée le 24 juin, surtout pour les jeunes qui chantent, dansent, jouent sur des balançoires et organiser des concours de lutte.  Dans certaines régions, cette nuit-là, on allume des torches de pin en battant des tambours et des gongs pour chasser les mauvais esprits et les maladies.

## Culture orale
Elle est constituée de nombreuses légendes, contes, poèmes et récits fondateurs (il existe une « Genèse » Hani qui raconte l'origine de toutes choses sur la terre), fables, ballades, proverbes et devinettes souvent relatives à l'histoire et à la mythologie du peuple Hani. 
La mémoire des ancêtres et d'évènements tels que des inondations passées figure aussi dans les histoires ou chansons. 
Certains chants (ex : Le « Labare » et l'« Ahjigu ») correspondent à des moments solennels (mariages, enterrements, fêtes ou rituels religieux).

### Exemple de texte
| Hani | Français |
| --- | --- |
| Aqsol liq yoqdeivq yoqpyuq bo, meeqyaovq ssolnei colpyuq qiq kov dei. Davqtavcolssaq neenyuq bel neema meeq ya siq, laongaoq meilnaol nadul meil e gaq ssol hhyul hha bavqduv nia. | Tous les êtres humains naissent libres et égaux en dignité et en droits. Ils sont doués de raison et de conscience et doivent agir les uns envers les autres dans un esprit de fraternité. |